# Enrique Avalos
Rafael Enrique Ávalos (1922 – ?) válogatott paraguayi labdarúgócsatár.